# Juan Molina
Juan Molina (Manilla, 8 maart 1857 - aldaar, 24 oktober 1916) was een Filipijns musicus. Hij werd bekend door zijn Orchestra Molina, een van de toonaangevende orkesten van de Filipijnen in het begin van de 20e eeuw.

## Biografie
Juan Molina werd geboren op 8 maart 1857 in het district Santa Cruz in de Filipijnse hoofdstad Manilla. Het is onbekend wie zijn ouders waren. Hij behaalde een bachelor of Arts en studeerde daarna nog rechten aan de University of Santo Tomas. Deze studie maakte hij echter niet af. Onbekend is ook van wie en waar Molina zijn muzikale opleiding genoot. Na zijn studie was hij werkzaam als kantoorklerk.
Rond 1890 begon Molina met het formeren van een eigen orkest. In 1896 resulteerde dat in de formele oprichting van Orchestra Molina. De groep groeide van tien tot maximaal veertig leden De meeste daarvan kregen van Molina ook voedsel en onderdak. Molina Orchestra speelde gedurende de eerste opera in Zorilla Theater en groeide hij tot een van de toonaangevende orkesten van zijn periode. 
Juan Molina overleed in 1916 op 59-jarige leeftijd. Hij trouwde diverse malen. Met zijn eerste vrouw Barbara kreeg hij drie kinderen. Met zijn tweede vrouw Paulina had hij geen kinderen. Zijn volgende huwelijk was met Simeona Naguit. Met haar kreeg hij vier kinderen. Juan Molina was een oom van sopraan Juana Molina, een dochter van zijn oudere zus Teodora. Juana nam na de dood van haar vader Vicente Garcia de familienaam Molina aan en groeide grotendeels op onder de hoede van Juan Molina.